# Саунд
Са́унд (англ. sound — звук) — властива певному складу джазового ансамблю, оркестру чи соліста індивідуалізована форма звучання голосу або інструмента, яку легко пізнати завдяки специфічному звуковидобуванню, фразуванню, особливостям оркестрування, складу музикантів, типу атаки звука, манері інтонування, тембровому забарвленню тощо.

## Джерело
- Юрій Юцевич. Музика: словник-довідник. — Тернопіль, 2003. — 404 с. — ISBN 966-7924-10-6. (html-пошук по словнику, djvu)